# Ольховка (Чаусский район)
Ольхо́вка (бел. Альхоўка) — деревня в составе Осиновского сельсовета Чаусского района Могилёвской области Республики Беларусь.

## Население
- 2010 год — 16 человек